# バブラク・カールマル
バブラク・カールマル（パシュトー語: ببرک کارمل、Babrak Karmal, 1929年1月6日 - 1996年12月3日）は、アフガニスタンの政治家、共産主義者で第3代革命評議会議長。バブラク・カルマルと表記されることもある。

## 経歴
将軍の息子として生まれた。
カーブル大学法学部の学生時代から共産主義に傾倒し、政治運動に参加。左翼政党のアフガニスタン人民民主党 (PDPA) の創設メンバーとなり、王政期の1965年から1973年までは下院議員として活動した。
1967年、アフガニスタン人民民主党はハルク派とパルチャム派に分裂、カールマルはパルチャム派の穏健派の指導者となった。党は1977年に再統合、1978年にはヌール・ムハンマド・タラキー書記長率いるクーデターでムハンマド・ダーウード大統領を殺害し、政権を奪取。国名をアフガニスタン共和国からアフガニスタン民主共和国 (DRA) に改称、国家の急激な社会主義化を進め、親ソ連政策を実施した。そんな中でカールマルは副首相に就任したが、政権奪取後再び表面化した党の内部抗争の中でハルク派が台頭する。1978年7月5日、パルチャム派指導者であったカールマルは副首相を解任され、駐チェコスロバキア大使に降格させられ、プラハに事実上「亡命」することとなった。
しかしソ連のアフガニスタン侵攻でハルク派のハフィーズッラー・アミーン第2代革命評議会議長が殺害されると、ハルク派は壊滅状態となり、ソ連に擁立されたカールマルは帰国。そして革命評議会議長および党書記長に就任し、パルチャム派が権力を掌握した。
しかし人民民主党政権の度重なる宗教弾圧、ソ連一辺倒の政策に反対するイスラム戦士(ムジャーヒディーン)による反政府ゲリラ活動で国内は混迷を極め、ソ連政府は事態を収拾できないカールマル擁立を次第に失敗であったと考えるようになる。そしてソ連はアフガニスタンの新たな指導者としてムハンマド・ナジーブッラーを擁立。カールマルは1986年5月4日、第18回党中央委員会総会において「健康上の理由」により党書記長を辞任し、ナジーブッラーに譲った。続いて11月20日に革命指導評議会議長および最高会議幹部会議長を辞任。1996年の死去までの生涯をモスクワで過ごした。

## パーソナル
パシュトゥーン人、ギルザイ部族連合モッラヘル部族出身。父はパクティヤー州知事で、少将。母はタジク人。カールマル（働き者）の名前は、1957年に受け入れた。